# Metasia criophora
Metasia criophora là một loài bướm đêm trong họ Crambidae.